# HFC EDO in het seizoen 1965/66
Het seizoen 1965/1966 was het 12e jaar in het bestaan van de Haarlemse betaaldvoetbalclub EDO. De club kwam uit in de Tweede divisie B en eindigde daarin op de 15e plaats. Tevens deed de club mee aan het toernooi om de KNVB beker, hierin werd de club in de groepsfase uitgeschakeld.

## Wedstrijdstatistieken

### Tweede divisie B
|       | Baronie | FC Den Bosch/BVV | D.F.C. | Excelsior | Fortuna | Haarlem | Helmondia '55 | Hermes DVS | Limburgia | NOAD  | RCH   | Roda JC | SVV   | Wilhelmina |
| ----- | ------- | ---------------- | ------ | --------- | ------- | ------- | ------------- | ---------- | --------- | ----- | ----- | ------- | ----- | ---------- |
| Thuis | 3 – 1   | 2 – 4            | 2 – 7  | 1 – 1     | 2 – 1   | 1 – 0   | 2 – 3         | 2 – 4      | 3 – 2     | 2 – 2 | 0 – 0 | 1 – 1   | 2 – 4 | 0 – 0      |
| Uit   | 6 – 0   | 5 – 0            | 7 – 0  | 1 – 3     | 4 – 1   | 3 – 2   | 6 – 1         | 4 – 2      | 0 – 2     | 5 – 1 | 4 – 4 | 4 – 0   | 4 – 0 | 2 – 2      |

### KNVB beker
| Groepsfase                                          | EDO                                                                                     | 1 – 1 (1 – 0) | Haarlem                                             |
| 19 september 1965 Plaats: Haarlem Noordersportpark  | Ferry Kock 40'                                                                          |               | 60' Otto Berendregt                                 |
| Groepsfase                                          | DWS                                                                                     | 8 – 1 (3 – 1) | EDO                                                 |
| 7 november 1965 Plaats: Amsterdam Olympisch Stadion | Rob Rensenbrink 15', –' Piet Boogaard –', –', 75' Michel van der Loop –', 82' Huub Lenz |               | 3' Bert Slisser                                     |
| Groepsfase                                          | EDO                                                                                     | 2 – 4 (0 – 0) | Blauw-Wit                                           |
| 10 maart 1966 Plaats: Haarlem Noordersportpark      | Wim Zoeteman 47' Gerard Hup                                                             |               | Ruud Geestman 64' Piet Witschge Arie de Oude –', –' |

## Statistieken EDO 1965/1966

### Eindstand EDO in de Nederlandse Tweede divisie B 1965 / 1966
| Stand | Gespeeld | Gewonnen | Gelijk | Verloren | Punten | Doelpunten voor | Doelpunten tegen |
| ----- | -------- | -------- | ------ | -------- | ------ | --------------- | ---------------- |
| 15e   | 28       | 6        | 7      | 15       | 19     | 41              | 85               |

### Topscorers
| #      | Naam         | Goal |
| ------ | ------------ | ---- |
| 1.     | Ferry Kock   | 10   |
| 1.     | Bert Slisser | 10   |
| 3.     | Doby Peters  | 7    |
| 4.     | Wim Zoeteman | 5    |
| 5.     | Hans Spiers  | 3    |
| 6.     | Jan Allart   | 2    |
| 6.     | Ton Breeuwer | 2    |
| 8.     | E. Nijman    | 1    |
| 8.     | Hup          | 1    |
| Totaal | Totaal       | 41   |

| #      | Naam         | Goal |
| ------ | ------------ | ---- |
| 1.     | Gerard Hup   | 1    |
| 1.     | Ferry Kock   | 1    |
| 1.     | Bert Slisser | 1    |
| 1.     | Wim Zoeteman | 1    |
| Totaal | Totaal       | 4    |